# تاغچه‌جیق
تاغچه‌جیق یکی از روستاهای استان آذربایجان شرقی است که در دهستان آلمالو بخش نظرکهریزی شهرستان هشترود واقع شده‌است.